# BBC Handbook

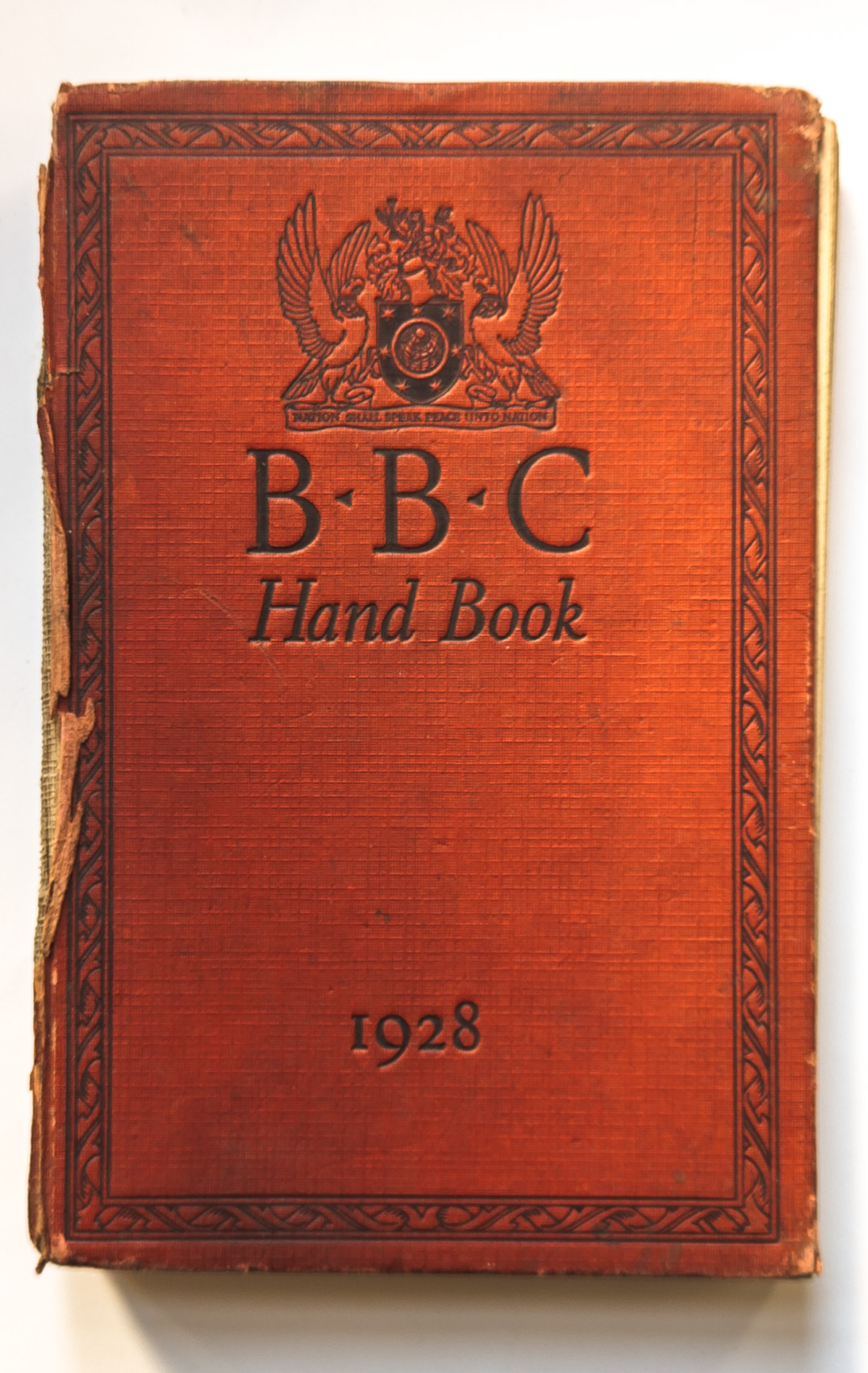
Das erste BBC Handbook

Das BBC Handbook war eine Publikation des Britischen Rundfunks, der BBC. Es erschien von 1928 bis 1987 jährlich, mit Ausnahme von 1953 und 1954. Einige Ausgaben hießen BBC Year Book. Die Bücher enthielten Artikel und Fotografien aus dem Innenleben des Senders. Sie umfassten in der Regel mehrere hundert Seiten.
Die Bücher wurden über den Buchhandel vertrieben und enthielten Werbung, vor allem von Herstellern von Rundfunkgeräten. Die BBC Handbooks waren die führende Publikation der BBC. Es gab auch andere, wie die Radio Times mit dem wöchentlichen Programm, oder BBC Quarterly, einer abgespeckten Ausgabe der Handbooks.

## Beispiele

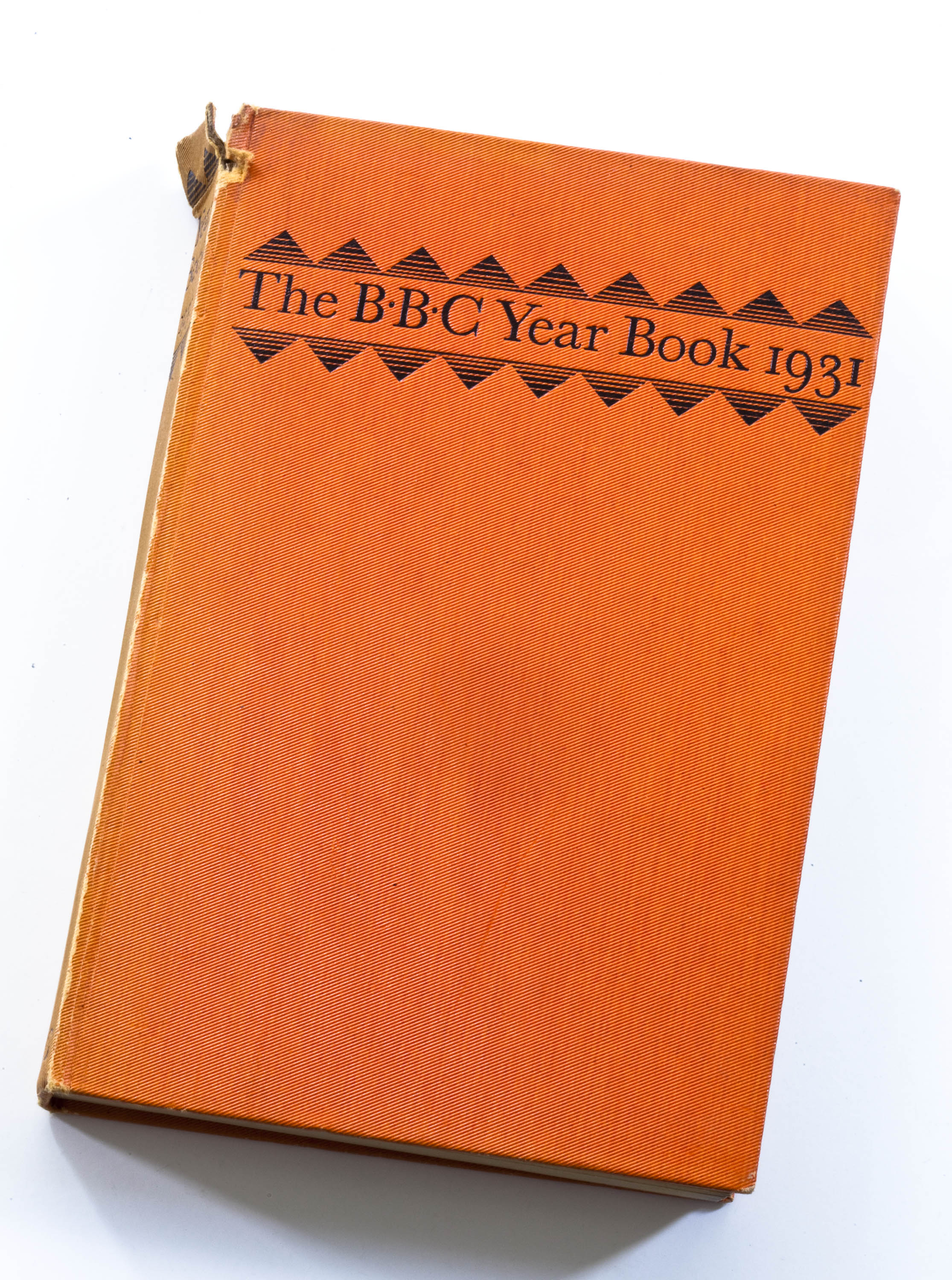
Die Ausgabe von 1931

Im ersten Band stellt sich die sechs Jahre junge BBC als gut etablierter Sender mit großem Einfluss auf die Bevölkerung dar. Ein Jahr zuvor, 1927, war der Status der BBC im Gesetzestext, dem Royal Charter, festgeschrieben worden. Eine Reihe von Artikeln hat diesen Übergang zum Thema. Das Buch enthält ein Dutzend Artikel, die sich mit einer Verbesserung des Empfangs und der Sicherheit beschäftigen. So geht „Listening Without Fear“ auf die Hörer ein, die sich in Briefen an den Sender Sorgen machten, beim Aufsetzen von Kopfhörern zu Hause Stromschläge zu bekommen. Wenn es dennoch zu Stromschlägen käme, so das Handbook von 1928, solle der Hörer einen Elektriker kommen lassen. Unter den „Twelve Don’ts For Listeners“ wird unter anderem davor gewarnt, die Antenne in der Nähe des Nachbarhauses zu erden, weil der seine Antenne ebenso erden muss.
Das Year Book von 1940 beschreibt unter dem Titel „From Peace to War“ den Umbau der BBC unter dem Eindruck von Hitlers Überfall Polens und der Kriegserklärung des Vereinigten Königreichs an Deutschland im September 1939. Die Radio Times war schon im Handel: Keine der darin genannten Sendungen kamen zur Ausstrahlung. Am 4. September wurde eine auf das Kriegsgeschehen hin aktualisierte Ausgabe erhältlich.
Das Handbook von 1946 feiert den Sieg der Alliierten über das faschistische Deutschland. Im Artikel „The Year of Victory“ wird aufgezählt, wie Widerstandsgruppen die Informationen durch die BBC für ihre Arbeit gegen Deutschland genutzt hatten.
Im BBC Year Book von 1952 stellt ein Artikel die Frage nach dem Einfluss des Rundfunks auf die Musik. Der Autor, Ernest Newman von der Sunday Times, stellt fest, dass der musikalische Standard im Radio mangels ablenkender optischer Einflüsse (wie im Konzertsaal) höher ist.